# Гелена Гавелкова
Гелена Гавелкова (25 липня 1988, Фридлант, Чехословаччина) — чеська волейболістка. Переможець Європейської волейбольної ліги 2012 року. Володарка Кубка європейської конфедерації волейболу (ЄКВ) і Кубка виклику.

## Клуби
| Роки      | Команди                              |
| --------- | ------------------------------------ |
| 2003—2004 | «Ліберець»                           |
| 2003—2007 | «Славія» (Прага)                     |
| 2007—2009 | «Сассуоло»                           |
| 2009—2012 | «Ямамай» (Бусто Арсіціо)             |
| 2012—2013 | «Динамо» (Краснодар)                 |
| 2013—2014 | «Еджзаджибаши» (Стамбул)             |
| 2014—2015 | «Ямамай» (Бусто Арсіціо)             |
| 2015—2016 | «Хемік» (Полиці)                     |
| 2016—2017 | «Шанхай»                             |
| 2017—2018 | «Монца»                              |
| 2018—2020 | «Динамо» (Москва)                    |
| 2020—2022 | «Перуджа»                            |
| 2023—     | «Cangrejeras de Santurce» (Сан-Хосе) |

## Досягнення
- Кубок виклику ФІВБ
  - Переможець: 2024
- Ліга Європи
  - Переможець : 2012
  - Третє місце : 2024
- Кубок Європейської конфедерації волейболу
  - Переможець (2): 2010, 2012.
- Кубок виклику ЄКВ
  - Переможець: 2013
- Ліга чемпіонів
  - Фіналіст: 2015
- Чемпіонат Чехії
  - Фіналіст: 2006
- Чемпіонат Італії
  - Переможець: 2012
- Кубок Італії
  - Переможець: 2012
- Суперкубок Італії
  - Фіналіст: 2014
- Чемпіонат Польщі
  - Переможець: 2016
- Кубок Польщі
  - Переможець: 2016
- Суперкубок Польщі
  - Переможець: 2015
- Чемпіонат Росії
  - Переможець: 2019
- Кубок Росії
  - Переможець: 2018
  - Фіналіст: 2019
- Суперкубок Росії
  - Переможець: 2018
  - Фіналіст: 2019

## Статистика
Статистика виступів в єврокубках:
| Сезон     | Клуб                     | Турнір         | Ігри | Сети | Очки | Ср.  | Примітки |
| --------- | ------------------------ | -------------- | ---- | ---- | ---- | ---- | -------- |
| 2009/2010 | «Ямамай» (Бусто Арсіціо) | Кубок ЄКВ      | 2    | 9    | 34   | 3,78 | [ 4 ]    |
| 2011/2012 | «Ямамай» (Бусто Арсіціо) | Кубок ЄКВ      | 5    | 20   | 65   | 3,25 |          |
| 2012/2013 | «Динамо» (Краснодар)     | Кубок виклику  | 5    | 18   | 55   | 3,06 |          |
| 2013/2014 | «Еджзаджибаши» (Стамбул) | Ліга чемпіонів | 3    | 8    | 11   | 1,37 |          |
| 2014/2015 | «Ямамай» (Бусто Арсіціо) | Ліга чемпіонів | 11   | 37   | 132  | 3,57 |          |
| 2015/2016 | «Хемік» (Полиці)         | Ліга чемпіонів | 8    | 26   | 93   | 3,58 |          |
| 2018/2019 | «Динамо» (Москва)        | Ліга чемпіонів | 8    | 33   | 77   | 2,33 |          |
| 2019/2020 | «Динамо» (Москва)        | Ліга чемпіонів | 6    | 20   | 63   | 3,65 |          |

Статистика виступів у збірній:
| Сезон  | Команда | Турнір           | Фінальний турнір | Фінальний турнір | Фінальний турнір | Фінальний турнір | Примітки |
| Сезон  | Команда | Турнір           | Ігри             | Сети             | Очки             | Ср.              | Примітки |
| ------ | ------- | ---------------- | ---------------- | ---------------- | ---------------- | ---------------- | -------- |
| 2007   | Чехія   | Чемпіонат Європи |                  |                  |                  |                  |          |
| 2009   | Чехія   | Чемпіонат Європи |                  |                  |                  |                  |          |
| 2011   | Чехія   | Чемпіонат Європи | 5                | 16               | 57               | 3,56             |          |
| 2013   | Чехія   | Чемпіонат Європи | 0                | 0                | 0                | 0                |          |
| 2015   | Чехія   | Чемпіонат Європи | 4                | 13               | 58               | 4,46             |          |
| 2017   | Чехія   | Чемпіонат Європи | 4                | 15               | 53               | 3,53             |          |
| 2019   | Чехія   | Чемпіонат Європи | 0                | 0                | 0                | 0                |          |
| 2023   | Чехія   | Чемпіонат Європи | 7                | 25               | 76               | 3,04             |          |
| Всього | Всього  | Всього           |                  |                  |                  | ,                |          |
| 2011   | Чехія   | Євроліга         | 12               | 42               | 169              | 4,02             |          |
| 2012   | Чехія   | Євроліга         | 13               | 45               | 138              | 3,07             |          |
| 2024   | Чехія   | Євроліга         | 8                | 29               | 95               | 3,28             |          |
| Всього | Всього  | Всього           | 33               | 116              | 402              | 3,47             |          |